# Andrei Bugneac
Andrei Bugneac (n. 30 martie 1988) este un fotbalist din Republica Moldova care evoluează pe postul de atacant.
El a debutat la echipa națională de fotbal a Moldovei pe 7 iunie 2014, într-un meci amical contra Camerunului (pierdut scor 0–1), intrând la schimb în locul lui Alexandru Antoniuc în minutul 53 al jocului.